# Rhantus bohlei
Rhantus bohlei är en skalbaggsart som beskrevs av Balke, Roughley, Sondermann och Spangler 2002. Rhantus bohlei ingår i släktet Rhantus och familjen dykare. Inga underarter finns listade i Catalogue of Life.